# Fledermauswinterquartier Lehnitz
Fledermauswinterquartier Lehnitz este o arie protejată (arie specială de conservare — SAC, sit de importanță comunitară — SCI) din Germania întinsă pe o suprafață de 0,76 ha, integral pe uscat.

## Localizare
Centrul sitului Fledermauswinterquartier Lehnitz este situat la coordonatele 52°46′01″N 13°17′17″E / 52.7669°N 13.2881°E.

## Înființare
Situl Fledermauswinterquartier Lehnitz a fost declarat sit de importanță comunitară în martie 2004.

## Biodiversitate
Situată în ecoregiunea continentală, aria protejată nu include niciun habitat protejat.
La baza desemnării sitului se află o specie protejată de  mamifere: liliac comun (Myotis myotis).